# Santo pecado
Santo pecado es el título del noveno álbum de estudio grabado por el cantautor guatemalteco Ricardo Arjona, Fue lanzado al mercado bajo el sello discográfico Sony Music Latin el 19 de noviembre de 2002. El álbum contiene dos de los más grandes éxitos mundiales de Arjona, "El problema" y "Minutos". Santo pecado recibió una nominación para los Premio Grammy Latino al Mejor Álbum Pop Vocal Masculino en la cuarta entrega de los Premios Grammy Latinos celebrada el miércoles 3 de septiembre de 2003, pero perdió contra Quizás de Enrique Iglesias.
El álbum fue lanzado al mercado bajo el sello discográfico Sony Music Latin el 19 de noviembre de 2002, y actualmente es el álbum más vendido de Arjona, superando los diez millones de copias a nivel mundial.

## Información del álbum
La producción del álbum comenzó a finales de 2001, un año y medio después del lanzamiento de su anterior álbum, Galería Caribe (2000). El álbum es uno de los más positivamente criticados de Arjona, llegando a ser considerado como el mejor álbum de su carrera.

## Sencillos
- El primer sencillo del álbum fue el éxito «El problema», una balada pop rock, también lanzado como promocional poco tiempo antes de su lanzamiento oficial el 30 de septiembre de 2002. La canción llegó al número uno del Billboard Hot Latin Tracks y del Billboard Latin Pop Airplay en Estados Unidos, así como el número uno en México, Guatemala, Venezuela, Colombia, Brasil, Argentina, Chile y otros países.[5]
- El segundo sencillo fue «Minutos», otra balada pop. fue lanzado el 6 de enero de 2003. En los Estados Unidos, la canción llegó hasta el #5 del Billboard Hot Latin Tracks y al #3 del Billboard Latin Pop Airplay. Asimismo, consiguió el #1 en Venezuela, México, Argentina y otros países.[6]
- El tercer sencillo del álbum fue «Dame», una balada pop rock movida lanzada el 10 de marzo de 2003. La canción llegó al #8 del Billboard Hot Latin Tracks y al #4 del Billboard Latin Pop Airplay. También logró posiciones mixtas en varios países.[7]
- El cuarto y último sencillo del álbum fue «Duele verte» y fue lanzado el 9 de junio de 2003. La canción alcanzó el #21 del Billboard Hot Latin Tracks y el #14 del Billboard Latin Pop Airplay. Este es el sencillo menos exitoso del álbum. Cabe destacar que una parte de esta canción fue incluida en el inicio del video musical de «El problema».

## Gira
Gira Santo Pecado

## Lista de canciones
Todas las canciones escritas y compuestas por Ricardo Arjona. 
| Santo pecado |                                      |                              |          |  |
| N.º          | Título                               | Escritor(es)                 | Duración |  |
| 1.           | «El problema»                        | Ricardo Arjona               | 5:30     |  |
| 2.           | «Dame»                               | Ricardo Arjona               | 3:45     |  |
| 3.           | «Quesos, cosas, casas»               | Ricardo Arjona               | 5:04     |  |
| 4.           | «Minutos»                            | Ricardo Arjona · Miguel Luna | 4:08     |  |
| 5.           | «Vivir sin ti es posible»            | Ricardo Arjona               | 4:29     |  |
| 6.           | «Santo pecado»                       | Ricardo Arjona               | 4:28     |  |
| 7.           | «Mujer de lujo»                      | Ricardo Arjona               | 3:53     |  |
| 8.           | «Señor juez»                         | Ricardo Arjona               | 3:37     |  |
| 9.           | «Se fue»                             | Ricardo Arjona               | 4:18     |  |
| 10.          | «La nena» (Bitácora de un secuestro) | Ricardo Arjona               | 7:54     |  |
| 11.          | «Me dejaste»                         | Ricardo Arjona               | 4:04     |  |
| 12.          | «No sirve de nada»                   | Ricardo Arjona               | 4:27     |  |
| 13.          | «Duele verte»                        | Ricardo Arjona               | 4:40     |  |
| 14.          | «Amarte a ti»                        | Ricardo Arjona               | 4:13     |  |
| 64:26        |                                      |                              |          |  |

## Créditos y personal
A continuación el personal que trabajó en la producción de Santo pecado.
- Ricardo Arjona - Vocales.
- Michael Landau - Guitarra eléctrica.
- Rafael Padilla - Percusión.
- George Doering - Guitarra acústica, Guitarra de acero, Dulcimer, Koto, Mandolina, Ukulele, Autoharp.
- Armando Montiel, Elizabeth Meza.
- Carlos Cabral - Guitarra acústica, Guitarra eléctrica, Piano, teclado.
- Fernando Otero - Piano, Fender Rodhes Piano, Órgano Hammond B-3, Sintetizador Mini-Moog.
- Víctor Patrón, David Torrens.
- Fernando Valladares - teclado.
- Joel Hernández - Vocales secundarias o de fondo.
- Víctor Medina - Armónica.
- Vinnie Colaiuta - batería

## Listas de éxitos
El álbum es uno de los pocos de Arjona en no conseguir el número uno en los Estados Unidos, llegando hasta el #3 en el Billboard Latin Pop Albums y Billboard Top Latin Albums. De igual forma también consiguió llegar hasta el #3 en el Billboard Top Heatseekers.

### Listas semanales
| Lista (2003)      | Mejor posición |
| ----------------- | -------------- |
| Argentina (CAPIF) | 1              |